# HD91134
HD91134 — хімічно пекулярна зоря спектрального класу B9, що має видиму зоряну величину в смузі V приблизно  8,4.
Вона  розташована на відстані близько 2673,4 світлових років від Сонця.

## Пекулярний хімічний склад
Зоряна атмосфера HD91134 має підвищений вміст 
Si
.